# Shea Stadium
Lo Shea Stadium, ufficialmente denominato William A. Shea Municipal Stadium, è stato uno stadio polivalente situato nel distretto del Queens, nella città di New York, Stati Uniti. Fino al 2008, anno della sua chiusura e demolizione, ha ospitato gli incontri dei New York Mets, squadra di baseball della Major League Baseball (MLB).

## Storia
Costruito nell'ottobre del 1961, fu inaugurato il 17 aprile 1964. Inizialmente si doveva chiamare Flushing Meadows Stadium Park (medesimo nome del parco a sud dello stadio) ma fu poi intitolato a William Alfred Shea (21 giugno 1907 - 2 ottobre 1991), l'avvocato statunitense che consentì alla città di New York di avere di nuovo una squadra, i New York Mets, nella National League di baseball dopo il trasferimento nel 1957 delle squadre dei Brooklyn Dodgers e dei New York Giants rispettivamente a Los Angeles e a San Francisco.
Lo stadio, di forma circolare e con una capacità di 55.601 persone, fu costruito inizialmente per partite di baseball e football americano. Sia i New York Jets (1964-1983) sia i New York Giants (1975) utilizzarono lo stadio per partite della National Football League (NFL). Tra il 1974 e il 1975 anche i New York Yankees utilizzarono lo stadio durante la ristrutturazione dello Yankee Stadium. Allo Shea si tennero quattro edizioni delle World Series (1969, 1973, 1986 e 2000), due delle quali furono vinte dai Mets (1969 e 1986). Il 29 settembre 1967 la struttura ospitò il secondo incontro di pugilato Benvenuti-Griffith, alla presenza di 21.326 spettatori paganti, per un incasso di 256.737 dollari.
Lo stadio è noto anche per aver ospitato, il 15 agosto 1965, un concerto dei Beatles, immortalato anche nel film: The Beatles at the Shea Stadium (1966), esibizione storica in quanto la prima in assoluto nel suo genere in quel luogo. Nel luglio 1971 il gruppo hard-rock Grand Funk Railroad superò il record di incassi per un concerto allo Shea, fino ad allora detenuto proprio dai Beatles, vendendo tutti i biglietti previsti (55.000) in soli tre giorni. Nell'estate del 2008, precisamente il 16 e 18 Luglio, il cantautore statunitense Billy Joel tenne allo Shea gli ultimi due concerti prima che lo stadio fosse demolito, invitando assieme a lui sul palco Tony Bennett, Garth Brooks, John Mayer, Steven Tyler, Roger Daltrey, John Mellencamp, Mark Wood e – come ospite d'onore in omaggio allo storico concerto dei Beatles che aveva inaugurato l'era dei grandi live allo Shea – Paul McCartney, il quale la concluse definitivamente con il brano Let It Be, ultima canzone in assoluto eseguita dal vivo nello stadio.
Ormai non più conforme agli standard di sicurezza e modernità, la struttura fu abbattuta nel 2008 per far posto all'adiacente nuovo stadio dei Mets, il Citi Field. Lo stesso avvenne poco tempo dopo per un altro pezzo di storia americana: lo Yankee Stadium.